# Haosheng
Haosheng (kinesiska: 好生街道, 好生) är en köping i Kina. Den ligger i provinsen Shandong, i den östra delen av landet, omkring 73 kilometer öster om provinshuvudstaden Jinan. Antalet invånare är 33 543. Befolkningen består av 16 716 kvinnor och 16 827 män. Barn under 15 år utgör 15,0 %, vuxna 15-64 år 74 %, och äldre över 65 år 9,0 %.
Genomsnittlig årsnederbörd är 818 millimeter. Den regnigaste månaden är juli, med i genomsnitt 300 mm nederbörd, och den torraste är januari, med 6 mm nederbörd.